# Горняцкое сельское поселение (Тверская область)
Горня́цкое се́льское поселе́ние — упразднённое муниципальное образование в составе Вышневолоцкого района Тверской области.
На территории поселения находились 6 населённых пунктов. Центр поселения — посёлок Горняк.
Образовано в 2005 году из части территорий Зеленогорского и Сорокинского сельских округов.

## Географические данные
- Общая площадь: 114,1 км²
- Нахождение: восточная часть Вышневолоцкого района
  - Граничит:
    - на севере — с Сорокинским СП,
    - на востоке — с Дятловским СП и Терелесовским СП,
    - на юге — c Холохоленским СП,
    - на юго-западе — с Зеленогорским СП,
    - на северо-западе — с городским округом город Вышний Волочёк.

Главная река — Тверца.

Поселение пересекает железная дорога «Москва — Санкт-Петербург», юго-западная граница поселения проходит по автомагистрали «Москва — Санкт-Петербург».

## Экономика
Производственный кооператив «Горняк», ЗАО «Тверская керамика», СПК «Белый Омут».

## Население
На 01.01.2008 — 918 человек.

## Населенные пункты
На территории поселения находятся следующие населённые пункты:
| № | Тип нп  | Название   | Население (2008 год) |
| - | ------- | ---------- | -------------------- |
| 1 | пос.    | Белый Омут | 628                  |
| 2 | пос.    | Горняк     | 890                  |
| 3 | ж-д.ст. | Елизаровка | 46                   |
| 4 | дер.    | Елизаровка | 0                    |
| 5 | дер.    | Обрадово   | 0                    |
| 6 | дер.    | Терелесово | 254                  |

## История
Горняцкое сельское поселение образовано на основании Закона Тверской области от 28 февраля 2005 г. № 22-30. До 1 января 2006 г. населенные пункты были частью Зеленогорского и Сорокинского сельских округов. В 1950-е годы территория поселения относилась к Белоомутскому сельсовету.